# ویلیام ویکتور آبراهام
ویلیام ویکتور آبراهام (انگلیسی: William Abraham; ۲۱ اوت ۱۸۹۷ – ۶ فوریهٔ ۱۹۸۰) پرسنل نظامی اهل بریتانیا بود. وی همچنین برندهٔ جوایزی همچون شوالیه (عنوان) شده‌است.